# Ruben Patterson
Pour les articles homonymes, voir Patterson.
Ruben Nathaniel Patterson, né le 31 juillet 1975 à Cleveland dans l'Ohio, est un ancien joueur américain de basket-ball de NBA. Il évoluait aux positions d'arrière ou d'ailier.